# Herculano Mendes
Herculano José Vieira Mendes (Abadim, Cabeceiras de Basto, 19 de março de 1902 – 13 de Janeiro de 1975) foi um atleta português.

## Biografia
Também um exímio praticante e professor do "jogo do pau", iniciou-se no atletismo em 1926, num torneio particular que se realizou no Porto, representando, na altura, o Sporting Clube de Braga, inscrito nas provas de lançamento, Herculano Mendes que, mais tarde, viria a ser dono e senhor daquelas difíceis disciplinas — 351 títulos na sua carreira, alcançou resultados modestos, nada optimistas quanto ao seu futuro como atleta.
Em 16 de Março de 1927, Roberto Machado, técnico do Académico Futebol Clube (Porto), recebeu uma carta de Herculano, oferecendo-se para representar o clube. E foi no Porto, no Académico, que acabou por se tornar num atleta de rara eleição, que à data do seu falecimento ainda era o recordista do Norte do lançamento do martelo.
Durante 20 anos, foi crónico campeão regional e nacional no martelo alcançando, ainda, outros títulos regionais e nacionais no lançamento do disco e do dardo.
Cinco vezes foi convocado para a Selecção Nacional, a última das quais em 1950, numa altura em que, praticamente, já havia abandonado a actividade desportiva.

## Internacionalizações
- 1945: Portugal-Espanha
- 1946: Espanha-Portugal
- 1947: Portugal-Bélgica
- 1950: Portugal-Espanha

## Recordes Nacionais
- Lançamento do disco - 1927 e 1936[2]
- Lançamento do martelo - 1928, 1929, 1930, 1931, 1936, 1939[2]

## Campeonatos Nacionais
- Lançamento do dardo: 1928 (1 título)[2]
- Lançamento do disco: 1931, 1933, 1934, 1935, 1936, 1937, 1938, 1939 e 1940 (9 títulos)[2]
- Lançamento do martelo: 1928, 1930, 1931, 1932, 1933, 1934, 1935, 1936, 1937, 1938, 1939, 1940, 1941, 1942, 1943 e 1944 (16 títulos)[2]